# Ольсгаузен, Юстус фон
Юстус фон Ольсгаузен (нем. Justus von Olshausen; 10 апреля 1844, Киль — 15 марта 1924, Вернигероде) — германский юрист, старший прокурор и президент коллегий в верховном имперском суде. Получил известность как автор комментария к уголовному кодексу Германской империи. Сын Юстуса Ольсхаузена.
Получил образование в Берлине, Гёттингене и Гейдельберге. В 1866 году стал аускулатором (нем. Auskultator) на прусской государственной службе. В 1867 году получил докторскую степень в Берлине. В 1871 году был назначен герихтасессором (англ. Gerichtsassessor), 1873 году помощником прокурора в Кёнигсберге, в 1875 году — обергерихтасессором и заместителем генерального прокурора в Целле. В 1878 году стал окружным судьёй в Котбусе. В 1879 году был назначен помощником судьи и поступил на службу в Министерство юстиции. С 1880 года был секретарём чрезвычайно комиссии для составления военного уголовно-процессуального кодекса. В 1885 году стал ландгерихтсдиректором (см. нем. Richter (Deutschland)) в Шнайдемюле. В 1887 году был назначен каммергерихтсратом и начал преподавать в академии лесного хозяйства в Эберсвальде. В 1890 году был назначен в верховный суд, во II коллегию по уголовным делам, в 1899 году занял должность старшего прокурора. Был членом постоянной депутации немецких юристов с 1898 по 1912 год, с 1906 года был её президентом. Был прокурором в ходе процесса против Карла Либкнехта в октябре 1907 года по обвинению последнего в государственной измене. После процесса был назначен президентом III коллегии по уголовным делам верховного суда. В 1910 году вышел в отставку. В 1913 году ему было пожаловано потомственное дворянство.
Главные работы: «Die Einsprüche dritter Personen in der Exekutionsinstanz» (Берлин, 1874), «Der Einfluss von Vorbestrafungen auf später zur Aburteilung kommende Strafthaten» (Берлин, 1876), «Kommentar zum Strafgesetzbuch für das Deutsche Reich» (4 издания, 1892), «Beträge zur Reform des Strafprozesses» (Берлин, 1885).